# إثميا منعزلة
إثميا منعزلة (الاسم العلمي:Ethmia submissa) هي نوع من الحشرات تتبع جنس الإثميا من فصيلة الألاشستيات.